# 平塚真介
平塚 真介（ひらつか しんすけ、1979年6月4日 - ）は日本の俳優、今井事務所所属。茨城県東茨城郡城里町出身、身長190cm。体重79Kg。

## 経歴
- 子供の頃から身長が高く、その体格を買われ様々なスポーツの勧誘を受ける。野球部や空手部で活躍。高校時代はバイク、音楽（パンク、コア、ロカビリー）にもはまる。日活芸術学院出身。実写版「タッチ」のオーディションに合格。これを機に映像へ活躍の場を広げる。舞台では小劇場から商業舞台、椿組夏の野外劇への出演と幅広い。最近では１人芝居を企画、出演している。

## 出演

### 映画・Vシネマ
- ロボコン（2003年）
- タッチ（2005年、東宝） - 松平孝太郎役
- ワルボロ（2007年）
- 工業哀歌バレーボーイズ （2006年） - 松井役
- 工業哀歌バレーボーイズ THE MOVIE （2008年） - 松井役
- 桜田門外ノ変（2010年、東映） - 黒澤忠三郎役
- Happy Birthday（2005年、NETCINEMA.TV）
- ALIVEHOON アライブフーン（2022年、イオンエンターテイメント）

他

### テレビドラマ
- こちら本池上署4 第4話・9話（2004年、TBS） - 鈴木陸役
- 信濃のコロンボ事件ファイル10（2006年） - 糸村役
- 仮面ライダー電王 第7話・8話（2007年） - 大林友也役
- 水戸黄門第42部 第14話（2011年1月24日、TBS） - 竹内新三郎役
- ヤメ検の女2（2011年2月19日） - 東郷役
- チーム・バチスタ3 アリアドネの弾丸（2011年7月 - 9月）
- 相棒 season13 第13話（2015年3月5日、テレビ朝日） - 安田 役
- ソタイ 組織犯罪対策課2（2016年4月13日、テレビ東京）
- 内田康夫サスペンス 浅見光彦 軽井沢殺人事件（2022年2月28日、テレビ東京）

他

### 舞台
- 花火。舞い散る
- 10ヶ月 The Last 10Months
- 丹下左膳
- 新宿ブギウギ
- ONEOR8[1]

他